# Iridium(III)-bromid
Iridium(III)-bromid ist eine anorganische chemische Verbindung des Iridiums aus der Gruppe der Bromide. Neben diesem sind auch ein Iridium(I)-bromid, Iridium(II)-bromid und basische Iridium(III)-bromid-hydrate (Ir(OH)Br3·3H2O) bekannt.

## Gewinnung und Darstellung
Iridium(III)-bromid kann durch Reaktion von Iridium(II)-bromid mit Brom gewonnen werden. Das Tetrahydrat kann durch Reaktion von Iridium(IV)-oxid-dihydrat mit einer Bromwasserstofflösung. Es kann auch aus den Elementen bei 8 atm und 570 °C dargestellt werden.

## Eigenschaften
Iridium(III)-bromid ist ein dunkelrotbrauner Feststoff, der sehr schwer löslich in Wasser, Säuren und Alkalien ist und sich beim Erhitzen in Iridium(II)-bromid zersetzt. Es kristallisiert in einer stark fehlgeordneten Schichtstruktur des Aluminium(III)-chlorid-bzw. Chrom(III)-chlorid-Typs, wobei die monokline Elementarzelle vier Formeleinheiten enthält. Die Fehlordnung ist ebenso wie beim Rhenium(III)-chlorid, Rhenium(III)-bromid, α-Iridium(III)-chlorid und α-Ruthenium(III)-chlorid auf die unterschiedliche Stapelung der Metallschichten zurückzuführen. Das hellolivgrüne Tetrahydrat ist leicht löslich in Wasser, aber unlöslich in Ethanol und Ether. Bei Erwärmung auf 100 °C färbt es sich unter Wasserabgabe dunkelbraun und zersetzt sich bei höheren Temperaturen zu Iridium und Brom.